# Relación reflexiva
En matemáticas, una relación reflexiva o refleja es una relación binaria R sobre un conjunto A, de manera que todo elemento de A está relacionado consigo mismo. Es decir,
{\displaystyle \forall x\in A,\;xRx}.
En tal caso, se dice que R cumple con la propiedad de reflexividad.
Cuando una relación es lo opuesto a una reflexiva, es decir, cuando ningún elemento de A está relacionado consigo mismo mediante R, entonces se dice que es irreflexiva, antirreflexiva o antirrefleja, lo que denotamos formalmente por:
{\displaystyle \forall x\in A,\;\neg (xRx)}
En este caso, se dice que R cumple con la propiedad de antirreflexividad.

## Representación
Sea {\displaystyle R} una relación reflexiva o antirreflexiva aplicada sobre un conjunto A, entonces R tiene una representación particular para cada forma de describir una relación binaria.
| Notación                  | Relación reflexiva | Relación antirreflexiva |
| ------------------------- | --- | --- |
| Como pares ordenados      | {\displaystyle \forall x\in A,\;(x,x)\in R}                                                                                       | {\displaystyle \forall x\in A,\;(x,x)\notin R}                                                                                    |
| Como matriz de adyacencia | La diagonal principal de la matriz contendrá solo 1's, es decir, {\displaystyle \forall i=\{1,...,n\},\;(a_{i,i})_{n\times n}=1.} | La diagonal principal de la matriz contendrá solo 0's, es decir, {\displaystyle \forall i=\{1,...,n\},\;(a_{i,i})_{n\times n}=0.} |
| Como grafo                | El grafo contendrá bucles en todos sus nodos.                                                                                     | El grafo no contendrá bucles en ninguno de sus nodos.                                                                             |

## Ejemplos
Sea A un conjunto cualquiera:
- Sea {\displaystyle (A,\geq )}, {\displaystyle \geq } ("mayor o igual que") es reflexiva, pero {\displaystyle >\,} ("mayor estricto que") no lo es.
- Sea {\displaystyle (A,\leq )}, {\displaystyle \leq } ("menor o igual que") es reflexiva, pero {\displaystyle <\,} ("menor estricto que") no lo es.
- Sea {\displaystyle (A,=)\,}, {\displaystyle =\,} (la igualdad matemática), es reflexiva.
- Sea {\displaystyle (A,\subseteq )}, {\displaystyle \subseteq } (la inclusión de conjuntos), es reflexiva.
- Sea {\displaystyle (\mathbb {N} \backslash \{0\},/)}, {\displaystyle /} (la divisibilidad) es reflexiva.
- Sea {\displaystyle X} el conjunto de todas las rectas en el plano, la relación de paralelismo || entre rectas es reflexiva, porque toda recta es paralela a sí misma.
- Sea {\displaystyle X} el conjunto de todas las rectas en el plano, la relación de perpendicularidad {\displaystyle \bot } entre dos rectas es antirreflexiva, porque no hay rectas que sean perpendiculares a sí mismas.
- Las relaciones Ser padre de y Ser madre de son antirreflexivas, porque en ningún caso alguien puede ser padre o madre de sí mismo.